# Grecs de Pologne

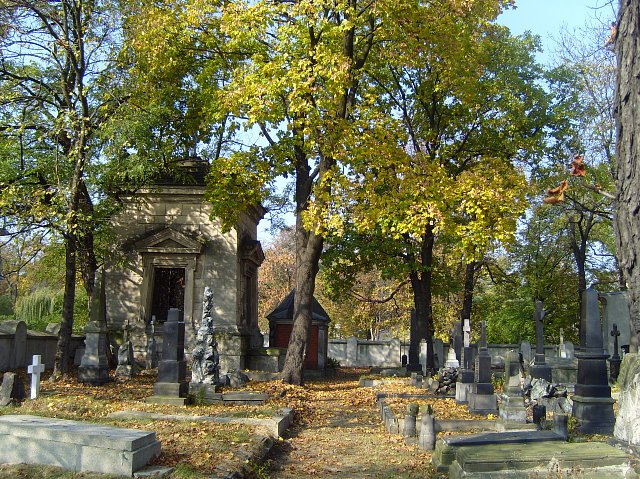
Cimetière grec orthodoxe de Kalisz.

Les Grecs de Pologne constituent l'une des plus petites minorités du pays, avec environ 3 600 personnes.

## Histoire

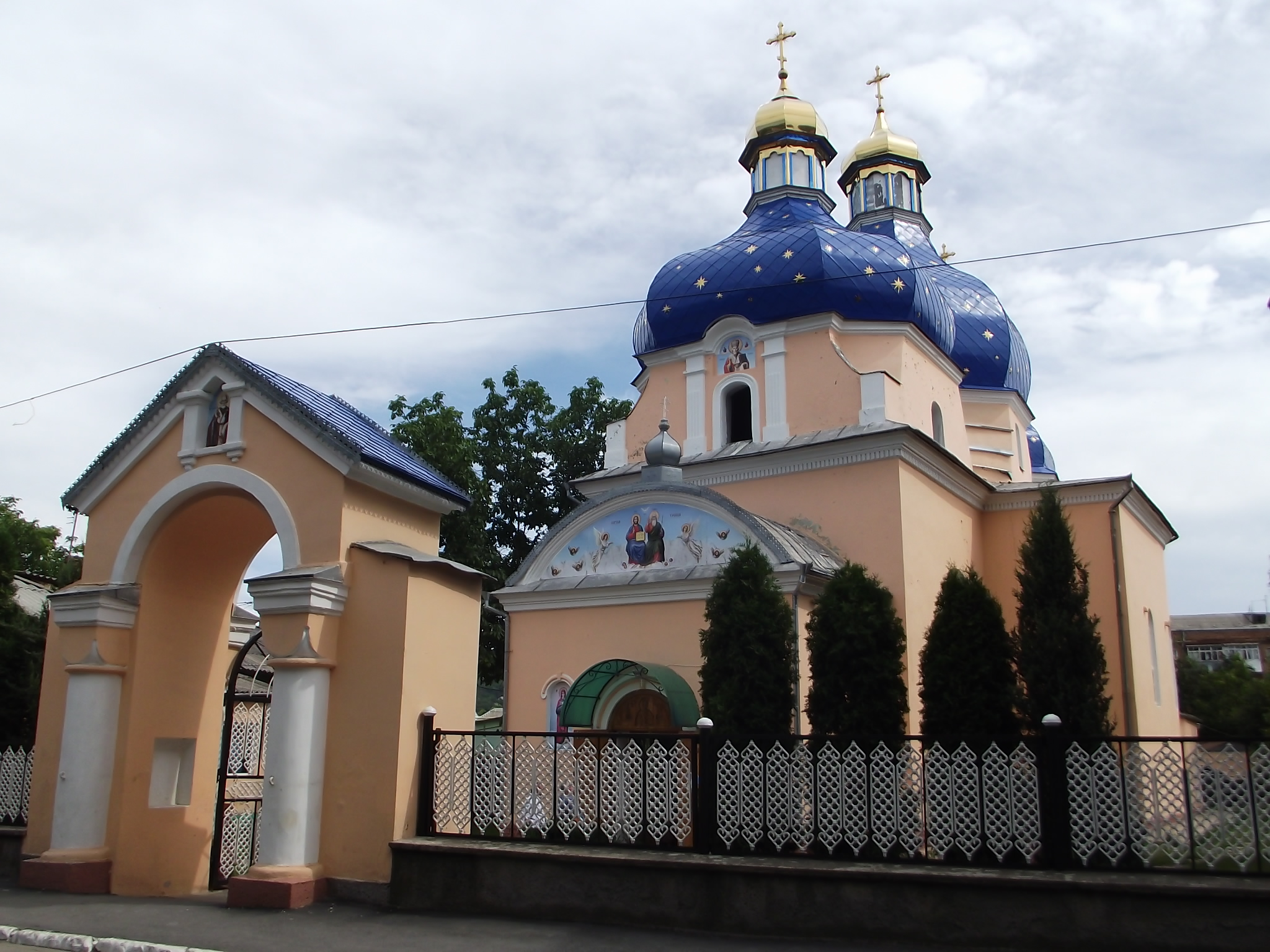
Cathédrale Saint-Georges Nicolas à Mogilev Podolski

Les Grecs se sont installés en Pologne dès le Moyen Âge. Au sein de la république des Deux Nations, les Grecs habitaient, entre autres, Lviv, Zamość, Poznań, Mohylow Podolski, Lublin et Varsovie. Ils s'installèrent par exemple à Lviv dès le XIVe siècle et, dans la seconde moitié du XVIe siècle, ils constituaient un groupe ethnique compact. À cette époque, le marchand grec Konstanty Korniakt fit ériger à côté de l'église valaque une tour Renaissance, dite tour Korniakta. Les Grecs arrivèrent à Zamość à partir de 1589. Au début du XVIIe siècle, les Grecs de Zamość construisirent une église en bois, St. Nicolas. Ils étaient également présents à Poznań à partir de 1590. En 1767, une chapelle orthodoxe grecque a été construite dans l'un des immeubles de la place du Vieux Marché. Les Grecs s'installèrent à Mohylow après la fondation de la ville par Stefan Potocki à la fin du XVIe siècle. En 1754, ils y financèrent la construction de l'église St. Nicolas. À Lublin, avec le consentement du roi Stanisław August Poniatowski, quelques Grecs locaux firent ériger l'église orthodoxe de la Sainte-Nativité de la Bienheureuse Vierge Marie. Les Grecs de Varsovie n'ont érigé une chapelle orthodoxe qu'après les partages de la Pologne — en 1818.

### Réfugiés de la guerre civile grecque en Pologne
La plupart des Grecs vivant en Pologne aujourd'hui font partie ou descendent des citoyens grecs qui ont fui la guerre civile grecque et ont été admis en Pologne, principalement des membres d'anciennes unités de partisans communistes de la région grecque de Macédoine, dont la plupart étaient agriculteurs avant leur fuite. Au total, entre 1949 et 1951, 12 300 Grecs sont arrivés en Pologne, dont environ un quart d'enfants.
La plupart des réfugiés sont arrivés par la mer, via le port de Gdynia. Le gouvernement polonais choisit de les installer dans les territoires situés à l'Est de l'Oder, près de la frontière avec l'Allemagne de l'Est, en particulier près de Zgorzelec ; environ 200 d'entre eux sont également envoyés à Krościenko, dans le sud-est du pays, près des montagnes Bieszczady, dans une région anciennement peuplée d'Ukrainiens. Ces réfugiés sont célébrés comme des héros anticapitalistes et reçoivent une aide gouvernementale importante pour se construire une nouvelle vie et s'intégrer en Pologne. Au départ, ils trouvent des emplois dans des fermes, ce qui leur convient bien en raison de leur origine rurale, mais ils se tournent ensuite vers les zones urbaines.
Plus de 3 000 enfants grecs orphelins se sont retrouvés dans des orphelinats, principalement à Police, jusqu'à ce qu'un de leurs parents soit retrouvé, généralement parmi des partisans grecs. Les parents d'environ 500 enfants n'ont pu être retrouvés.
Certains réfugiés choisissent très tôt de retourner en Grèce. En 1957, il en reste encore environ 10 000 en Pologne, mais ils sont ensuite soupçonnés d'être des agents titiste. Un grand nombre d'entre eux ont été déportés en Bulgarie en 1961. Un accord conclu en 1985 entre les gouvernements polonais et grec, qui permettait aux réfugiés grecs de percevoir des pensions de retraite dans leur pays d'origine, a entraîné une émigration vers la Grèce.
En 1950, les réfugiés grecs sont regroupés au sein de la « Communauté des réfugiés politiques de Grèce » (Gmina Demokratycznych Uchodźców Politycznych z Grecji, en polonais), basée à Zgorzelec. Deux ans plus tard, elle s'installe à Wroclaw et est rebaptisée « Union des réfugiés politiques de Grèce Níkos Beloyánnis » (Związek Uchodźców Politycznych z Grecji im. Nikosa Belojanisa). [Après la chute de la dictature en Grèce, elle change de nom pour devenir l'« Association des Grecs de Pologne » (Towarzystwo Greków w Polsce), mais en 1989, un schisme interne conduit à la création de l'« Association des Macédoniens de Pologne » (Stowarzyszenie Macedończyków w Polsce).

## Nombre et répartition

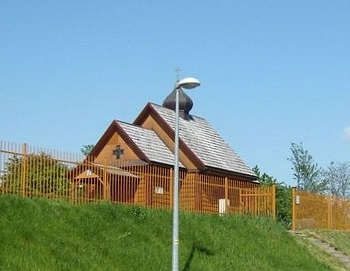
Église orthodoxe des Saints Constantin et Hélène à Zgorzelec

Selon les résultats du recensement national de 2002, 1 404 Grecs vivaient en Pologne. La langue grecque y était utilisée par 3 166 personnes, dont 2 759 avaient la nationalité polonaise. Les recherches de l'Académie polonaise des sciences montrent également que les familles mixtes (greco-polonaises) prédominent.
Les plus grands groupes de Grecs en Pologne se trouvaient à Wrocław (200 personnes), à Police et à Zgorzelec (55 personnes chacune), à Świdnica (40 personnes), à Ustrzyki Dolne (24 personnes), à Bielawa (14 personnes) et à Bielsko-Biała (plus d'une douzaine de personnes). Les Grecs de Grèce perçoivent les Grecs nés et élevés en Pologne comme des « Polonais ».
Selon le recensement national de 2011, 3 600 personnes ont déclaré la nationalité grecque, parmi lesquelles 657 l'ont indiquée comme étant leur unique nationalité. 2 858 des personnes déclarant la nationalité grecque ont également déclaré la nationalité polonaise. 1 609 personnes ont déclaré utiliser le grec à la maison. 928 personnes ont indiqué avoir le grec comme langue maternelle.

## Représentants célèbres

### République des Deux Nations
- Piotr Arkudiusz - théologien
- Konstanty Korniakt – Marchand de Lviv
- Zofia Potocka - courtisane

### XIXesiècle
- Jan Konstanty Żupański - libraire et éditeur de Poznań

### XXesiècle
- Nikos Belojanis – militant social et organisateur du KPG, séjournant en Pologne en tant que réfugié pendant près d'un an. En 1950, il retourna en Grèce, où il fut exécuté (son procès remua l'opinion publique dans de nombreux pays du monde).
- Mikis Cupas - musicien du groupe Wilki
- Stathis Jeropulos - peintre, artiste visuel, créateur de mode
- Grzegorz Kostrzewa-Zorbas - politologue, journaliste, homme politique
- Christos Manzios - sculpteur, maître de conférences à l'Académie des Beaux-Arts de Wrocław
- Dimos Milopoulos - frère d'Eleni, peintre et artiste visuel
- Paulos Raptis - ténor d'opéra

## Activités en Pologne
À Zgorzelec, en 2001 et 2002, la communauté grecque a cofinancé la construction du St. Constantin et Hélène.
Le 27 avril 2007, l'Association des Grecs de Pologne Odyseas a été fondée et le 15 décembre 2008, la Société des Grecs de Łódź a été créée.
Le Centre culturel municipal de Zgorzelec organise en été des festivals internationaux de chansons grecques.